# Funbo
Funbo is een plaats in de gemeente Uppsala in het landschap Uppland en de provincie Uppsala län in Zweden. De plaats heeft 75 inwoners (2005) en een oppervlakte van 19 hectare.